# Elouise Edwards
Elouise Edwards, née 28 décembre 1932  à Georgetown et morte le 22 janvier 2021 dans la même ville, membre de l'Ordre de l'Empire britannique, est une militante communautaire et militante des droits civiques. Elle est née en Guyane britannique et déménage à Manchester, en Angleterre dans les années 1960. Elle se fait alors connaître pour ses campagnes de lutte contre la discrimination raciale et pour le développement de services communautaires dans le quartier Moss Side de Manchester. Son travail comprend des projets de logement, des groupes de réseautage pour femmes, des programmes d'assistance médicale et le développement de programmes artistiques et culturels.

## Jeunesse et éducation
Elouise Chandler née le 28 décembre 1932 à Georgetown, en Guyane britannique, de Erica Chandler (née Grimes) et  Samuel Chandler,. Elle est la plus jeune de dix enfants dans cette famille de cinq filles et cinq fils. Son père est un ingénieur qui travaille dans l'industrie des mines d'or. Sa mère l’élève elle et ses frères et sœurs, jusqu'à sa mort quand Elouise Chandler a six ans. Elouise Chandler part alors vivre dans un pensionnat et fréquente l'école du couvent des Ursulines à Georgetown. Les week-ends et les jours fériés, elle voyage avec son père entre les colonies, sur la rivière Potaro, alors qu'il travaille sur une opération de dragage destinée à l'extraction de minerai. 
En 1955, Elouise Chandler épouse Beresford Edwards à la cathédrale Saint-Georges. Ils ont un fils trois ans plus tard. Beresford Edwards est imprimeur et veut poursuivre ses études en Angleterre. En 1960, il part étudier la lithographie à l'étranger. En 1961, Elouise Edwards et son fils Beresford Jr, émigrent pour rejoindre son mari, qui travaille dans une usine de fabrication de boîtes à Levenshulme. Finalement, Beresford Edwards trouve du travail comme imprimeur et devient délégué syndical pour la Society of Graphical and Allied Trades, un syndicat d'imprimeurs. Elouise Edwards trouve la vie en Angleterre très difficile. La météo est très différente et la culture raciste qui existe dans de nombreux établissements crée de l'hostilité envers la communauté antillaise, . 
Trouver un logement locatif est difficile pour les personnes de couleur et de nombreux propriétaires refusent de louer à des personnes non blanches. La famille Edwards vit dans plusieurs logements partagés, mais ne trouve aucune banque disposée à leur accorder un prêt hypothécaire. Beresford Edwards se tourne alors vers les membres de la communauté, qui l'ont déjà aidé à amener sa famille en Grande-Bretagne. Ensemble, ils regroupent leur argent dans un système appelé « Pardner ». Celui ci fait que les épargnants ont à tour de rôle accès au solde accumulé pour l'utiliser pour divers besoins. Grâce à l'utilisation de Pardner, les Edwards achètent finalement une maison au 78 Platt Street. 

## Activisme et carrière
La maison du couple devient rapidement un lieu de rencontre pour les membres de la communauté antillaise vivant à Manchester. C'est là que le Comité de coordination des organisations antillaises est fondé en 1964, avec l'aide de Betty Luckham,,. Le groupe se concentre sur l'aide aux jeunes et à la communauté antillaise en développant des programmes culturels, économiques et sociaux à leur profit. Il sert aussi d'organisation faîtière pour la formation d'autres groupes,. Initialement, ils tiennent un tableau d'affichage regroupant des employeurs qui embaucheraient des travailleurs noirs, des propriétaires qui leur loueraient et des endroits et des membres de la communauté à qui ils pourraient demander des conseils juridiques. 
Constatant la fréquence des diagnostics de maladies mentales sans fondement chez les hommes africains et caribéens de deuxième génération, le groupe CHEL se forme au début des années 1970. Ce groupe, nommé d'après ses fondateurs Charles Moore, Hartley Hanley, Elouise Edwards et Les Chambers, établit des protocoles pour aider les familles et les individus étiquetés de manière inappropriée comme schizophrènes ou fous et incarcérés contre leur gré dans des établissements psychiatriques.
Elouise Edwards commence sa carrière comme ouvrière de cuisine au réfectoire de l'université de Manchester. Elle travaille ensuite à l'hôtel Piccadilly Gardens.  À partir de la fin des années 1960, Manchester commence à mettre en œuvre un plan d'élimination des bidonvilles, dans le cadre de son plan de renouvellement urbain. La maison des Edwards est ciblée pour la démolition, tout comme celles de beaucoup de leurs voisins à Moss Side. Pour protester contre les programmes de rénovation et de relocalisation descendants, les Edwards et la communauté forment la Moss Side People's Association ainsi qu'un groupe d'action pour le logement, dans l'intention de faire entendre leur voix dans les plans qui ont un impact sur leur quartier. L'organisation publie le Moss Side News pour informer les membres de la communauté des réunions et des manifestations prévues. Malgré leurs efforts, les habitants sont expulsés et la maison des Edwards est détruite en 1974. En 1975, Elouise Edwards devient assistante sociale de quartier pour le Moss Side Family Advice Centre, lui permettant de joindre sa carrière professionnelle à ses causes militantes.
Deux ans plus tard, en 1977, elle cofonde avec Kath Locke l'organisation Manchester Black Women's Mutual Aid dans le but d'apporter un soutien éducatif aux enfants de la région. Le groupe se réunit le dimanche et organise des conférences et des réunions pour les parents afin de discuter des problèmes rencontrés par leurs enfants dans leurs écoles. Ses membres assistent les parents lors des réunions avec les enseignants et les responsables des écoles et participent aux réunions du département de l'éducation du conseil municipal. Grâce à ces efforts, Elouise Edwards et d'autres femmes créent le Roots Festival en 1977, un événement annuel célébrant la culture afro-caribéenne et éduquant les enfants sur leur héritage,,. En raison de la désapprobation de leurs maris et de la tendance des hommes à prendre la direction des groupes féminins, les premières organisations échouent et sont remplacées par des groupes autonomes gérés par des femmes, ce qui leur permet d'assumer des rôles de direction.
Lorsque le groupe Mutual Aid et la Manchester Black Women's Co-operative — fondés en 1975 par Kath Locke, ses sœurs Coca Clarke et Ada Phillips et d'autres militantes telles que Olive Morris — est dissout,, cela pousse Elouise Edwards, Kath Locke, ainsi que d'autres, à fonder la coopérative Abasindi en 1980. La coopérative est un groupe d'entraide qui vise à aider les femmes à améliorer leur vie en développant des liens avec d'autres femmes qui servent de modèles,. Abasindi se distance rapidement des féministes traditionnelles qui n'ont aucune compréhension de la pauvreté et du racisme vécus par la communauté de Moss Side. Pour lutter contre les problèmes dans leur communauté, Elouise Edwards et des membres d'Abasindi font campagne contre le racisme dans les écoles et dirigent un programme de tutorat scolaire supplémentaire le samedi. Le chômage rampant conduit Abasindi à créer des ateliers de formation professionnelle et de secrétariat pour aider les travailleuses à trouver un emploi. Elle sert aussi temporairement d'hôpital en cas de besoin, en soignant notamment les personnes blessées lors d'émeutes ou de manifestations, comme l'émeute de Moss Side en 1981. 
Après les émeutes, Elouise Edwards devient l'une des membres fondatrices, avec Louise Da-Cocodia et d'autres, de l'Arawak Housing Association, qui en 1994, jointe à la Walton Housing Association pour former l'Arawak Walton Housing Association. Le but de cette association est d'aider au développement de logements de qualité pour répondre aux besoins de la communauté de Moss Side,,.
En 1984, grâce à son travail au Moss Side Family Advice Centre, Elouise Edwards dirige l'organisation de ce qui va devenir le Manchester Sickle Cell & Thalassemia Center,. Reconnaissant le manque d'informations disponibles sur la drépanocytose et le manque d'éducation autour de cette maladie, le centre réunit des responsables de la santé publique pour étudier la proportion de membres de la communauté touchés par la maladie, les services dont ils ont besoin et la capacité des prestataires à répondre à ces besoins. Collectant des fonds par le biais d'entreprises locales, la recherche qu'ils fiancent permet de trouver un grand nombre de personnes atteintes de drépanocytose dans le Grand Manchester, ainsi qu'une incidence élevée de thalassémie. Le centre sensibilise la communauté à la maladie et travaille à fournir des services de conseil et d'orientation. En 1991, il change de nom lorsque le financement est assuré de manière permanente par la Manchester Health Authority. 
En 1986 Elouise Edwards est l'une des fondatrices du Cariocca Enterprises Manchester Limited, une organisation créée pour développer les opportunités entrepreneuriales dans le centre-ville,. En 1988, elle commence un projet d'archives, le Projet Roots Family History (aussi connu comme le  Roots Oral History Project), pour rassembler les histoires de migrants britanniques,. Elle  gère le projet jusqu'en 2012, date à laquelle elle fait don du matériel qu'elle a collecté au Centre de ressources sur les relations raciales Ahmed Iqbal Ullah.
En 1989, Phil Thomas, un psychiatre travaillant à l'hôpital Saint Mary's pour la Manchester Royal Infirmary est invité par Elouise Edwards et les autres fondateurs de CHEL à siéger au comité directeur du projet de santé mentale des Caraïbes africaines,. Thomas mène des recherches sur les personnes noires confinées dans des établissements psychiatriques et confirme les erreurs de diagnostic et le nombre de détentions disproportionnées. L'organisation continue de fournir des informations éducatives et un soutien aux familles, mais obtient également un financement gouvernemental pour permettre la nomination de personnel dans les hôpitaux, les soins à domicile, les cliniques communautaires et les installations sécurisées pour soutenir les personnes et les familles africaines et caribéennes sur les services de santé mentale.  
En 1990, Elouise Edwards devient la présidente du Centre NIA à Hulme, maintenant appelé le Centre Niamos, qui sert de centre artistique et culturel afro-centrique, promouvant la danse, le théâtre et la musique,. 
Pour avoir été impliquée dans les activités de plus de trente-cinq organisations , dont le African Caribbean Care Group for the Elderly & Infirm, le Black People in the Criminal Justice System, le Family Advice & Community Resource Centre, and the Mosscare Housing Association, parmi beaucoup d'autres, elle est honorée en 1994 en tant que membre de l'Empire britannique pour son dévouement à l'activisme et au service communautaire,. Elle reçoit également une maîtrise dès arts honorifique de l'université de Manchester et une chefferie honoraire pour son travail communautaire par la communauté nigériane de Manchester. Edwards prend sa retraite en 1998 et son mari décède en 2003. En 2017, elle retourne vivre en Guyane. En 2019, elle revient à Manchester et est soignée à la Manchester Royal Infirmary pour un cancer. 

## Mort et héritage
Elouise Edwards décède le 22 janvier 2021 à Georgetown et une veillée de célébration est organisée pour l'honorer à la cathédrale de Manchester le 5 mars 2021,. Une plaque commémorant les fondateurs, dont Elouise Edwards, de l'Arawak Walton Housing Association est dévoilée au siège de la fondation en 2013. La collection de photographies d'Elouise Edwards et ses papiers sont hébergés au centre de ressources sur les relations raciales Ahmed Iqbal Ullah à Manchester.